# نووشیلیکوو
نووشیلیکوو (انگلیسی: Novoshilikovo) یک شهرک در شهرستان بورایفسکی باشقیرستان کشور روسیه است.